# Bulonga ajaia
Bulonga ajaia là một loài bướm đêm trong họ Geometridae.